# Wim Beeren

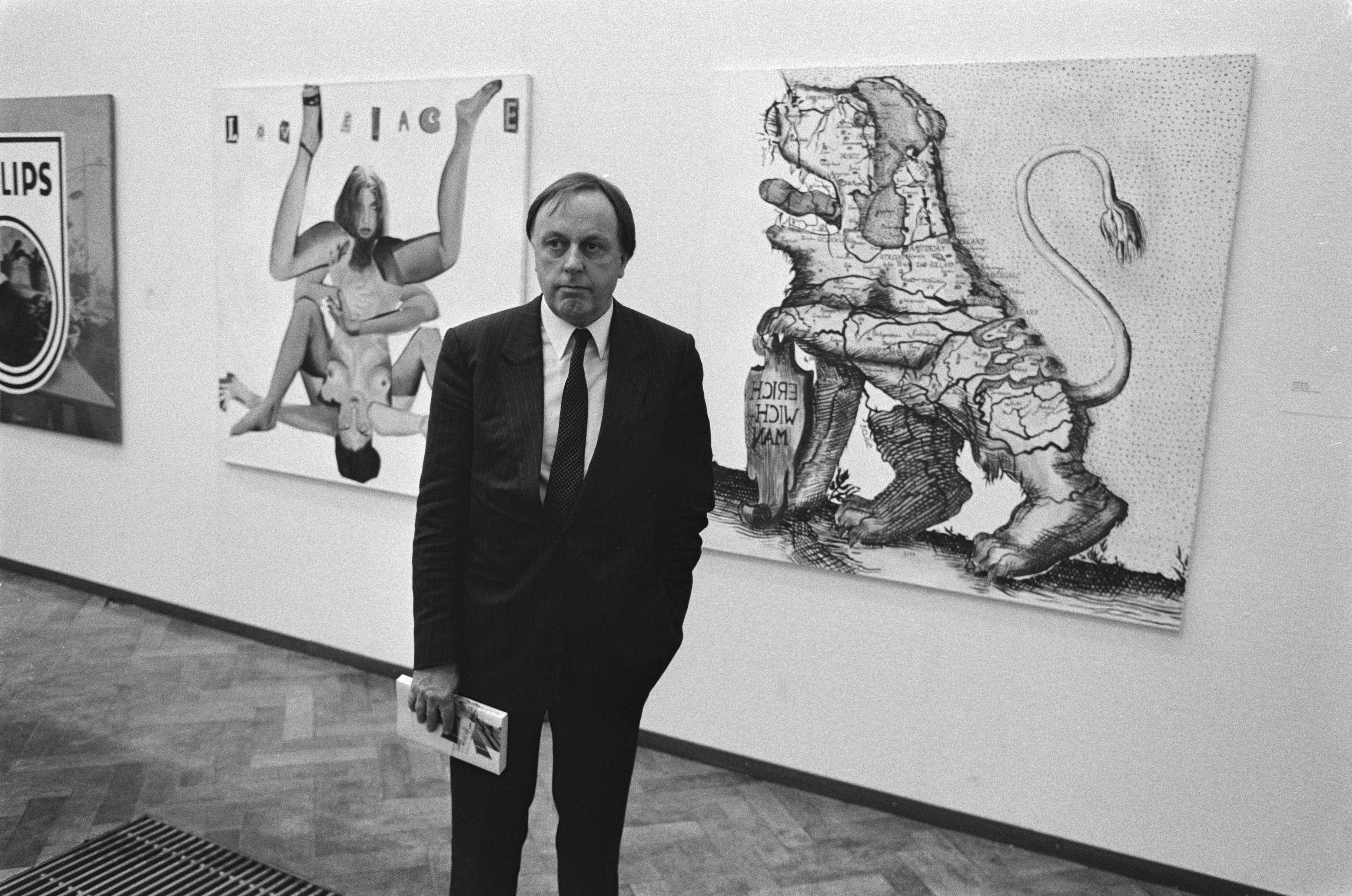
Stedelijk Museum directeur Wim Beeren bij twee werken van Rob Scholte, 1985

Wilhelmus Aart Louis Beeren (Sint-Joost-ten-Noode, 29 januari 1928 - Amsterdam, 21 augustus 2000) was directeur van het Museum Boijmans Van Beuningen in Rotterdam en daarna van het Stedelijk Museum in Amsterdam.
Hij studeerde kunstgeschiedenis en archeologie in Nijmegen en begon zijn loopbaan bij het Haags Gemeentemuseum.
Beeren presenteerde als directeur van het Stedelijk Museum enkele belangrijke exposities van onder anderen Kasimir Malevich, Keith Haring, Jeff Koons en Sigmar Polke.
Hij verwierf daarnaast werken van Andy Warhol, Piet Mondriaan en het varken van Jeff Koons voor het museum.
Hij was directeur van het Stedelijk Museum in Amsterdam toen in 1986 het werk "Who's afraid of Red, Yellow and Blue" van Barnett Newman werd vernield. Beeren vertrouwde de restauratie van dit schilderij toe aan de Amerikaan Daniel Goldreyer, die in plaats van een miljoen verfstippen de kleurvakken vulde met een verfroller. Beeren hield echter vol dat de restauratie "redelijk geslaagd" was.
Beeren overleed op 72-jarige leeftijd te Amsterdam.